# WAR (formato de arquivo)
Em engenharia de software, um arquivo WAR (do inglês Web application ARchive) é um arquivo JAR usado para distribuir uma coleção de JavaServer Pages, Servlets Java, classes Java, arquivos XML, bibliotecas de tag, páginas web estáticas (arquivos HTML e relacionados) e outros recursos que, juntos, constituem uma aplicação web.

## Conteúdo e estrutura
Um arquivo WAR pode ser assinado digitalmente do mesmo modo que um arquivo JAR, afim de permitir que outros determinem de que fonte o código é proveniente.
Há arquivos e diretórios especiais dentro de um arquivo WAR.
O diretório /WEB-INF no arquivo WAR contem um arquivo chamado web.xml que define a estrutura da aplicação web. Se a aplicação web está apenas servido arquivos JSP, o arquivo web.xml não é estritamente necessário. Se a aplicação web utiliza servlets, então o recipiente (container) de servlets usa o web.xml para determinar a qual servlet uma solicitação de URL será roteada. O web.xml também é usado para definir variáveis de contexto que podem ser referenciadas dentro dos servlets e é usada para definir dependências de ambiente que o implantador (deployer) espera configurar. Um exemplo disto é uma dependência de uma sessão de email usada para enviar email. O recipiente de servlet é responsável por fornecer este serviço.
Vantagens dos arquivos WAR:
- desenvolvimento, teste e implantação fáceis
- a versão da aplicação implantada é facilmente identificada
- todos os recipientes Java EE suportam arquivos .WAR

Uma desvantagem da implantação web utilizando arquivos WAR em ambientes muito dinâmicos é que alterações pequenas não podem ser feitas durante o tempo de execução. Qualquer alteração, seja qual for, requer regeração e reimplantação do arquivo WAR inteiro.
O seguinte web.xml demonstra como um servlet é declarado e associado.
```
 
<?xml version="1.0" encoding="UTF-8"?>

 
<!DOCTYPE web-app

     PUBLIC "-//Sun Microsystems, Inc.//DTD Web Application 2.2//EN"

     "http://java.sun.com/j2ee/dtds/web-app_2_2.dtd">

 

 
<web-app>

     
<servlet>

         
<servlet-name>
ServletOla
</servlet-name>

         
<servlet-class>
mypackage.ServletOla
</servlet-class>

     
</servlet>

 

     
<servlet-mapping>

         
<servlet-name>
ServletOla
</servlet-name>

         
<url-pattern>
/ServletOla
</url-pattern>

     
</servlet-mapping>

 

     
<resource-ref>

         
<description>

             
Referência
 
de
 
recurso
 
a
 
uma
 
fábrica
 
para
 
instâncias
 
javax.mail.Session

             
que
 
pode
 
ser
 
usado
 
para
 
enviar
 
mensagens
 
de
 
correio
 
eletrônico,
 

             
pré-configurado
 
para
 
se
 
conectar
 
ao
 
servidor
 
SMTP
 
apropriado.

         
</description>

         
<res-ref-name>
mail/Session
</res-ref-name>

         
<res-type>
javax.mail.Session
</res-type>

         
<res-auth>
Container
</res-auth>

     
</resource-ref>

 
</web-app>

```

O diretório /WEB-INF/classes está no classpath do ClassLoader. Isto é onde os arquivos .class são carregados quando a aplicação web está em execução. Quaisquer arquivos JAR colocados no diretório /WEB-INF/lib também será colocado no classpath do ClassLoader.